# Georges Yu
Georges Yu, appelé parfois M. Yu (né le 17 décembre 1927, décédé le 9 novembre 2012 à Liège) est un acteur belge, employé à la Cinémathèque française du temps d'Henri Langlois. Il a aussi été réalisateur pour la Radio-télévision belge de la Communauté française.
Il est inhumé au Cimetière de Sainte-Walburge à Liège.

## Filmographie
- 1959 : Le Déjeuner sur l'herbe (film) de Jean Renoir
- 1992 : Voyage autour de ma chambre (documentaire télévisé)
- 1996 : Les Rues de Liège 1956-1996 (documentaire)